# New Rose (chanson)
Pour les articles homonymes, voir New Rose.
New Rose est le premier 45 tours du groupe punk anglais The Damned, sorti le 22 octobre 1976, sur le label Stiff Records. C'est aussi le premier disque sorti par un groupe punk britannique, un mois avant celui des Sex Pistols ; la sortie internationale se fera cependant en 1977 selon les pays .
En 1995, New Rose est sélectionnée par le Rock and Roll Hall of Fame, comme l'une des « 500 chansons qui ont façonné le rock 'n' roll ».

## Composition
Le morceau est composé par le guitariste Brian James. Les mots d'introduction, « Is she really going out with him ? »  sont un clin d’œil au morceau Leader of the Pack du groupe sixties The Shangri-Las. 
La face B est une reprise très rapide de Help! des Beatles.

## Production
Le morceau a été produit par Nick Lowe. Il fut enregistré en septembre 1976 aux Pathway Studios à Londres. Selon Rat Scabies, l'enregistrement n'aurait duré qu'une journée .
Le titre de la chanson a inspiré le nom du disquaire et label français New Rose.
La chanson est reprise par Guns N' Roses sur l'album The Spaghetti Incident?. Elle est également enregistrée par Charles de Goal, Poison Idea, Gumball, The Vibrators ou Eagles of Death Metal.

## Liste des titres
| No | Titre    | Durée |
| -- | -------- | ----- |
| 1. | New Rose | 2:46  |
| 2. | Help!    | 1:43  |

## Crédits
- Producteur : Nick Lowe
- Membres du groupe :
  - Dave Vanian – chanteur
  - Brian James – guitariste
  - Captain Sensible – bassiste
  - Rat Scabies – batteur